# Robert Van Eenaeme
Robert Van Eenaeme (* 27. August 1916 in Wondelgem; † 8. März 1959 in Marche-en-Famenne) war ein belgischer Radrennfahrer.
Robert Van Eenaeme war von 1939 bis 1949 mit einer kriegsbedingten Unterbrechung von zwei Jahren Profi. Seine größten Erfolge waren drei Siege beim Rennen Gent–Wevelgem, 1936, 1937 – als Unabhängiger – und 1945 als Profi. Bei seinem dritten Sieg wurde er erst eine Woche nach dem Rennen zum Sieger erklärt, nachdem man auf einem Foto gesehen hatte, dass er und nicht Maurice Van Herzele als Erster den Zielstrich überquert hatte. Damit gehört er gemeinsam mit Rik Van Looy, Eddy Merckx, Tom Boonen und Mario Cipollini zu den Rekordgewinnern dieses Rennens. 1942 gewann er den Omloop van België und die Meisterschaft von Flandern. Im selben Jahr belegte er bei der Flandern-Rundfahrt Rang drei.
Van Eenaeme starb im Alter von 42 Jahren an den Folgen eines Verkehrsunfalls.